# Paul Alan Levi
Paul Alan Levi (New York, 30 juni 1941) is een Amerikaans componist, muziekpedagoog, dirigent en pianist.

## Levensloop
Levi studeerde aan het Oberlin Conservatory of Music in Oberlin en behaalde zijn Bachelor of Arts. Vervolgens studeerde hij aan de bekende Juilliard School of Music in New York bij onder anderen Hall Overton en Vincent Persichetti en behaalde aldaar zijn Master of Music. Zijn opleiding voltooide hij eveneens aan de Juilliard School of Music en promoveerde tot Doctor of Musical Arts. Als uitwisselingsstudent was hij met steun van de Deutscher Akademischer Austausch Dienst (DAAD) een jaar in München.
Hij werd docent aan de Aaron Copland School of Music van het Queens College van de City University of New York (CUNY) in New York, de Rutgers-universiteit in Camden, de Manhattan School of Music en de Universiteit van New York in New York, het Lehman College en het Baruch College, beide van de CUNY. Verder was hij als huiscomponist (composer in residence) verbonden aan het Wolf Trap Farm Park, de Portland State University in Portland en aan de White Plains High School in White Plains. 
Als pianist werkt hij voornamelijk als begeleider van instrumentalisten en zangers. Hij dirigeert zowel eigen werken als werken van andere componisten zoals musicals en operettes.
Levi componeerde werken voor orkest, harmonieorkest, vocale muziek (koren, liederen) en kamermuziek.

## Composities

### Werken voor orkest
- 1972 Symphonic Movement, voor orkest
- 1987 Transformations of the Heart - fantasies and variations on a chanson by Orlando di Lasso, voor orkest
- Stringalevio, voor slagwerksolo en strijkorkest

### Werken voor harmonieorkest
- Allegrenino voor harmonieorkest

### Werken voor de Synagoge
- 1989 Songs for the synagogue - music for the Friday evening service, voor cantor, volwassenenkoor, jeugdkoor en orgel (optioneel kamerensemble of kamerorkest) - samen met: Rabbijn Mark Lipson
  1. Candle blessing
  2. Shalom aleichem
  3. Ahavat olam
  4. Mi chamocha
  5. Hashkiveinu
  6. V'shamru
  7. Yism'chu - Silent meditation
  8. Adon olam
- 1991 Bow Down Thine Ear, O Lord, voor 8 zangstemmen en dubbelkoor - tekst: Psalm 86 en 19

### Muziektheater

#### Opera's
| Voltooid in | titel               | aktes    | première | libretto             |
| ----------- | ------------------- | -------- | -------- | -------------------- |
| 1974        | Thanksgiving        | 1 akte   |          | Toni Mergentime Levi |
| 2000        | In the Beginning... | 7 scènes |          | Toni Mergentime Levi |

### Vocale muziek

#### Oratorium
- 1996 Dayenu, sederavond oratorium voor tenor, bariton, gemengd koor en orkest - tekst: Bijbel, Talmoed en Sederavond Haggada en van Jacob Glatstein, Nelly Sachs, Peter Fischl, Evžen Hilar en Dagmar Hilarová

#### Cantates
- 1998 Bye, bye Toots, cantate voor gemengd koor en gitaar - tekst: Burt Chernow en Ann Chernow

#### Werken voor koor
- 1982 Mark Twain suite, voor tenor, gemengd koor en orkest - tekst: Mark Twain
  1. Sunrise on the Mississippi
  2. The great joust
  3. The awful German language
  4. The golden arm
- 1992 Holy Willie’s Prayer, voor gemengd koor en kamerorkest - tekst: Robert Burns
- 1994 Journeys & Secrets, voor gemengd koor en kamerorkest - tekst: Toni Mergentime Levi
- 2000 In the Womb - 1e scène uit de opera "In the Beginning...", voor gemengd koor en elektronica - tekst: Toni Mergentime Levi
- 2002 Acts of love, voor gemengd koor en kamerorkest - tekst: Sally Fisher
  1. I'm here
  2. Water, boats and Noah. Pharaoh's daughter ; On stage ; If we ever get home ; Drowning ; How Noah started drinking
  3. Memoirs
  4. 6 PM : best friends fugue
  5. In praise of humans making love
  6. Leaves
- 2010 Dateless Calendar, voor gemengd koor en zes instrumenten (dwarsfluit (ook piccolo), klarinet (ook basklarinet), slagwerk (vibrafoon, xylofoon), piano, viool en cello)  - tekst: Sally Fisher

#### Liederen
- 1968 Jabberwocky, voor bariton en piano - tekst: Lewis Carroll
- 1975 The Truth, voor sopraan, dwarsfluit, klarinet, fagot, klavecimbel, piano, 2 violen, altviool en 2 celli - tekst: Randall Jarrell
- 1982 Spring sestina, voor sopraan en kamerensemble (dwarsfluit, hobo, klarinet, fagot, vibrafoon, piano, viool, altviool, cello en contrabas) - tekst: Toni Mergentime Levi
- 1983 This Much I Know, voor sopraan en piano - tekst: Gertrude Stein
- 1985 Black wings, drie liederen voor hoge stem en piano - tekst: gedicht van Randall Jarrell
  1. The mockingbird
  2. The owl's bedtime story
  3. The woman at the Washington Zoo
- 2001 Zeno’s Arrow, zeven liederen voor sopraan en piano - tekst: Jan Schreiber
- 2002 Six Yiddish Scenes, voor lage stem en piano - ook in een versie voor hoge stem (of gemengd koor) en piano

### Kamermuziek
- 1970 Strijkkwartet nr. 1 - ter nagedachtenis aan Martin Luther King, Jr. en Robert F. Kennedy
- 1971 Five Progressions for Three Instruments, voor dwarsfluit, klarinet en altviool
- 1980 rev.1981 Elegy and Recreations, voor hobo, klarinet, hoorn, strijktrio (viool, altviool, cello) en piano
- 2000 Activities, voor dwarsfluit en piano
- 2004 Strijkkwartet nr. 2
- 2006 Maverick, voor viool en gitaar

### Werken voor piano
- 1982 Summer Elegy
- 1990 Touchings
- 1991 Suite for the Best of Times
- 1999 Suite for the Best of Hands
- 2008 Not in 4, voor piano vierhandig
- 2012 Venetian Mazes

### Filmmuziek
- 1971-1984 PBS Signature Tune
- 1972 Who Built This Place?
- 1976 The Natural History of the Water Closet: A Documentary Cantata
- 1987 Divorced Kids’ Blues
- 2003 A Gathering of Glory!
- 2009 Years in the making: a journey into late life creativity